# Mohamed al-Balushi
Mohamed al-Balushi (arabisch محمد البلوشي‎; * 6. Oktober 1996) ist ein omanischer Sprinter.

## Sportliche Laufbahn
Erste internationale Erfahrungen sammelte Mohamed al-Balushi 2019 bei den Arabischen Meisterschaften in Kairo, bei denen er im 100-Meter-Lauf in der Vorrunde ausschied und mit der omanischen 4-mal-100-Meter-Staffel die Bronzemedaille gewann. Anschließend schied er auch bei den Asienmeisterschaften in Doha mit 10,85 s im Vorlauf aus und gewann in 39,36 s mit der Staffel die Bronzemedaille hinter den Teams aus Thailand und Taiwan.

## Persönliche Bestzeiten
- 100 Meter: 10,74 s (+0,8 m/s), 5. April 2019 in Kairo